# Bertín Osborne

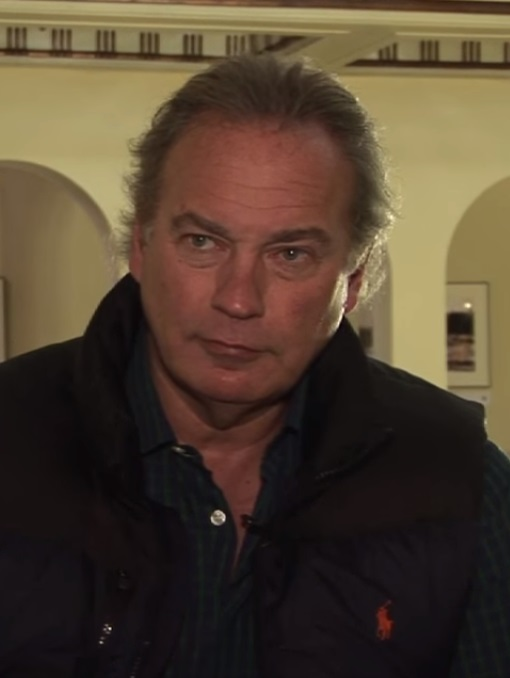
Bertín Osborne al 2015

Norberto Juan Ortiz Osborne (Madrid, 7 de desembre de 1954), conegut com a Bertín Osborne, és un cantant, presentador i actor espanyol.

## Biografia
Nascut a Madrid, és d'una família aristocràtica espanyola, fill major i únic home d'Enrique Ortiz i López-Valdemoro, VIII comte de Donadío de Casasola, i de María Teresa Osborne i Marenco (morta en 1991). Va estudiar a l'escola dels Jesuïtes de Chamartín, al col·legi internat San José de Campillos a Màlaga i al col·legi Alfonso XII de Sant Lorenzo de l'Escorial. Quan tenia setze anys va abandonar els estudis i va marxar de casa seva. Poc temps després, cap a 1970, va començar a cantar en discoteques, més per afició que per necessitat. Al mateix temps, exercia tota classe d'oficis: corredor immobiliari, agent d'assegurances i representant immobiliari en Sofico.
El juliol de 1977 va contreure matrimoni amb Sandra Domecq Williams (1954-2004) amb qui va tenir quatre fills: Cristian (difunt), Alejandra, Eugenia i Claudia Ortiz Domecq. El 10 de juny de 2006 va casar-se amb Fabiola Martínez Benavides (1972), amb qui té dos fills: Norberto Enrique Ortiz Martínez (2007), el 2008 el seu sisè i, segons ha comentat, últim fill, Carlos Alberto Ortiz Martínez.
El 2003 va ser condemnat a pagar 900.000 € per un delicte d'alçament de béns i un any de presó que no va complir per ser la seva primera condemna.

### Música
La seva primera actuació musical es remunta a 1971, al Festival de la Cançó de l'Escorial, va haver d'esperar cap a 1980, per signar el seu primer contracte per gravar un disc, que va sortir a la llum el 1981, amb cançons com «Amor Mediterráneo», «Tú, solamente tú» (compostos i produïts per Danilo Vaona), «Perdoname» (del compositor Camilo Sesto), «Qué nos pasa esta mañana» (del compositor Juan Carlos Calderón) i «Adiós Lucía». Un any després editava Como un vagabundo, el seu segon LP dirigit i produït per Danilo Vaona.
El 1983 participa en el Festival de Sant Remo amb la cançó «Eterna Malattia» (Eterna malaltia en català), on va rebre el Premi de la Crítica al millor intèrpret. Entre els seus últims treballs figura «Sabor a México», on rendeix tribut a les ranxeres.

### Televisió
Comença a treballar en la pantalla petita interpretant una telenovel·la a Mèxic anomenada «Amor de nadie» al costat de Lucía Méndez; al seu retorn a Espanya, el 1992 és contractat per la cadena Telecinco per presentar un espai nocturn de cites de parelles titulat Contacto con tacto, amb contingut considerat d'alt nivell eròtic per als cànons del moment. A partir d'aquest moment es converteix en un dels presentadors més populars de televisió a Espanya.
Després de la seva experiència a Telecinco, el 1994 és contractat pel canal Antena 3, on va romandre vuit anys. Hi va conduir diversos programes entre els quals destaquen el concurs musical Lluvia de estrellas i la seva versió infantil Menudas estrellas, a més del programa infantil Esos locos bajitos i el concurs Trato hecho en el qual els concursants podien guanyar diners o alguna sorpresa depenent de l'elecció que fessin, etapa a Antena 3 que considera la més bonica de la seva carrera professional. També el programa dedicat als animals Ankawa a la Televisió Espanyola.
2007 a 2009 treballa a la federació FORTA. A més, també va presentar el concurs Grand Prix, amb la cantant Natalia, emès en les televisions autonòmiques en les edicions de 2007, 2008 i 2009. El 2009 va presentar el concurs de talents Un beso y una flor al Canal Nou amb la direcció musical de Danilo Vaona i Federico Vaona. De 2010 a 2012 va treballar al canal Intereconomía Televisión. Al febrer de 2010 va participar en el programa El gato al agua d'Antonio Jiménez i anuncia el seu fitxatge per Intereconomía Televisión, el canal del Grupo Intereconomía. Allí va presentar dos programes aquella mateixa temporada, Bertiniños i Noche de bodas. La temporada 2010-2011 va començar una nova aventura professional en presentar el programa d'índole social Un Granito de Arena. El programa ha rebut tres premis per la seva valuosa labor social.
A l'octubre de 2014 va començar la seva participació en el programa de debat polític Un tiempo nuevo a Telecinco en el qual col·labora en la secció Un país a raya. Un any després presenta a TVE l'espai d'entrevistes En tu casa y en la mía (A la teva i la meva casa).

### Vida personal
Va estar casat amb Alejandra Domecq Williams (coneguda familiarment com a Sandra) (†), amb qui va tenir quatre fills: Cristian (†), Alejandra, Eugenia i Claudia. Té sis nets: Santiago, Fausto i Valentina (fills d'Alejandra) i Juan, Sandra i Leticia (†) (fills d'Eugenia). Va contreure noves núpcies el 2006 amb Fabiola Martínez Benavides (28/12/1972), una model veneçolana (Miss Zulia 1993 al concurs de Miss Veneçuela) vint anys més jove, amb qui ha tingut dos fills. El primer, Kike, va resultar afectat per una greu lesió cerebral procedent d'una infecció intrauterina provocada pel bacteri Listeria. El 29 d'abril de 2008 durant la presentació de "Va por ellos va anunciar que esperava el seu segon fill al costat de Fabiola. El 20 de novembre de 2008 neix el petit al que posaren el nom de Carlos.
Va conèixer al grup de música heavy metall Manowar durant una estada a Àmsterdam, i ells li van demanar cantar junts, a la qual cosa va accedir. El 2005 va aparèixer en alguns programes de televisió excessivament prim a causa d'un tractament que es va realitzar per superar l'hepatitis que sofria des de feia molts anys.
Entre les seves aficions, a més del vi i els cavalls, juga a pàdel.
És l'hereu del títol nobiliari de comte de Donadío de Casasola.
A mitjan de l'any 2009, Bertín va crear una fundació amb el seu nom, destinada a orientar i informar altres famílies amb nens que sofreixen lesions cerebrals, en teràpies fetes a casa i menys convencionals sense base científica provada. El 2013, va ser el pregoner de les carnestoltes d'El Tiemblo a la província d'Àvila, donada la seva amistat amb José Antonio Abellan, comentarista de ràdio.

## Discografia
- Amor mediterráneo (1981).
- Como un vagabundo (1982).
- Tal como soy (1984).
- Buena suerte (1985).
- Dos corazones y un destino (1986).
- Vida o castigo (1988).
- Acuérdate de mí (1990).
- Qué nos pasa esta mañana (1991).
- En soledad (1992).
- Quiero estar contigo (1993).
- Tú me acostumbraste (1994).
- Sabor a México (2000).
- Mis recuerdos (2002).
- Bendita América (2004)
- Algo contigo (2005).
- Va por ellos (2008).
- A mi manera (2012).[21]
- Corazón ranchero (2013)
- Crooner (2015)
- Va por ellas (2016)
- Yo debí enamorarme de tu madre (2018)

## Trajectòria en televisió

### Com a presentador
- Contacto con tacto (1992-1994), a Telecinco.
- Estiuejant (1993), a Telecinco.
- La batalla de las estrellas (1993-1994), a Telecinco.
- Scavengers (1994), a Antena 3.[6]
- Genio y figura (1995), a Antena 3.[6]
- Pluja d'estels (1995-2001), a Antena 3.[6]
- Menudas estrellas (1995-2001), a Antena 3.[6]
- La cara divertida (1997), a Antena 3.[6]
- Tracte fet (1999-2002), a Antena 3.[6]
- La dona 10 (2001), a Antena 3.[6]
- Estiu nit (2002), a Antena 3.[6]
- Cada dia (2004), a Antena 3.[6]
- Ankawa (2005-2006), a TVE.
- Vina a Triomfar, a 7 Regió de Múrcia.
- Grand Prix (2007, 2008 i 2009), en alguns dels canals de la FORTA.
- Aquesta cançó va per tu (2009), al Canal Sud.
- Un Petó i Una Flor (2009), al Canal 9.
- BertiNiños (2010), a Intereconomía Televisió i Interpop Ràdio.
- Nit de casamens (2010), a Intereconomía Televisió.
- Un granit de sorra (2010), a Intereconomía Televisió.
- Parli amb elles a Telecinco (2014), a Telecinco, Convidat.
- Un temps nou (2014-2015) a Telecinco, Col·laborador.
- En la teva o en la meva (2015-2016), a TVE
- En la teva o en la meva (2016-Present) a Telecinco

### Com a actor (telenovel·les a Mèxic)
- Amor de ningú (1990).
- Alosa (1995).

Per humor a l'art (2015).

### Trajectòria en teatre
Des de 2010 és protagonista de l'obra de teatre Mellizos (Bessons) al costat de l'humorista Paco Arévalo i al pianista Franco Castellani.

## Premis
- Premiat per la Fundació Randstad pel seu suport a la inclusió.[22]
- Antena d'Or (2011).[23]